# Тивтейяха
Тивтейяха (также Тиутей-Яха, Моржовка) — река в России, протекает по территории Ямальского района Ямало-Ненецкого автономного округа, на полуострове Ямал. Длина реки — 272 км (от истока Левой Тивтейяхи — 289 км), площадь водосборного бассейна — 3210 км².
Река образуется слиянием рек Правая Тивтейяха и Левая Тивтейяха в центральной части полуострова Ямал на высоте более 22 м над уровнем моря. Преимущественно течёт на северо-запад. В верхнем и среднем течении берега часто обрывистые, активно меандрирует. В бассейне большое количество некрупных озёр и болот. Впадает в Карское море в 32 км к юго-западу от устья реки Сядоръяхи. Перед устьем образует лагуну, куда впадает значительный приток — Сэръяха. Река испытывает приливно-отливные течения. Перед устьем ширина реки достигает 295-250 м, а глубина — 3,5 м.
Питание преимущественно снеговое; половодье в июне – августе, в июле наблюдается максимальный сток. Покрывается льдом в конце сентября – первой половине октября, вскрывается в июне. Ледостав продолжается свыше 8 месяцев.

## Основные притоки
Указаны поименованные притоки длиной более 30 км.
| Название   | Расстояние от устья | Длина | Положение |
| ---------- | ------------------- | ----- | --------- |
| Сэръяха    | 1                   | 45    | левый     |
| Ервэйсёяха | 51                  | 33    | правый    |
| Падсяяха   | 144                 | 40    | правый    |
| Мурсейяха  | 192                 | 68    | правый    |

## Данные водного реестра
По данным государственного водного реестра России относится к Нижнеобскому бассейновому округу, водохозяйственный участок — реки бассейна Карского моря от западной границы бассейна реки Большая Ою до мыса Скуратова, речной подбассейн реки — подбассейн отсутствует. Речной бассейн реки — Реки бассейна Карского моря междуречья Печоры и Оби.
Код объекта в государственном водном реестре — 15010000112115300040337.